# Computer Assisted Passenger Prescreening System
Computer Assisted Passenger Prescreening System (em tradução literal: Sistema de Previsão de Passageiros Assistido por Computador; sigla CAPPS) é um sistema de antiterrorismo utilizado na indústria de viagens aéreas dos Estados Unidos. O sistema foi primeiramente implementado no final da década de 1990, em resposta à ameaça de terrorismo nacional e internacional dos EUA.
A Administração de Segurança no Transporte dos Estados Unidos (TSA) mantém uma lista de vigilância contendo "indivíduos conhecidos por colocar, ou suspeitos de colocar, um risco de pirataria no ar, terrorismo ou uma ameaça à segurança das companhias aéreas ou dos passageiros." A lista é usada para identificar preventivamente os terroristas que tentam comprar passagens aéreas ou embarcarem em aeronaves que viajam nos Estados Unidos e mitigar ameaças identificadas.